# Andinsk trädklättrare
Andinsk trädklättrare (Lepidocolaptes lacrymiger) är en fågel i familjen ugnsfåglar inom ordningen tättingar.

## Utseende
Andinsk trädklättrare är en rätt liten och slank trädklättrare. Fjäderdräkten är genomgående varmbrun, med rostrött på vingar och stjärt. Undersidan är tydligt vitstreckad, strupen vit och ögonbrynsstrecket vitt. Näbben är slank och tydligt nedåtböjt, vilket skiljer den från andra trädklättrare i sitt utbredningsområde.

## Utbredning och systematik
Andinsk trädklättrare delas in i nio underarter med följande underarter:
- Lepidocolaptes lacrymiger sanctaemartae – Sierra Nevada de Santa Marta i norra Colombia
- Lepidocolaptes lacrymiger lacrymiger – östra Anderna i Colombia och Sierra de Perija i näraliggande västra Venezuela
- Lepidocolaptes lacrymiger lafresnayi – Cordillera de la Costa i norra Venezuela
- Lepidocolaptes lacrymiger sneiderni – Anderna i Colombia
- Lepidocolaptes lacrymiger frigidus – Andernas östsluttning i södra Colombia (Nariño)
- Lepidocolaptes lacrymiger aequatorialis – Andernas Stillahavssluttning i sydvästra Colombia (Nariño) och Ecuador
- Lepidocolaptes lacrymiger warscewiczi – Andernas östsluttning i sydöstra Ecuador och Peru (från Cajamarca till Junín)
- Lepidocolaptes lacrymiger carabayae – Andernas östsluttning i sydöstra Peru (Cusco och Puno)
- Lepidocolaptes lacrymiger bolivianus – Andernas östsluttning i Bolivia (La Paz, Cochabamba, västra Santa Cruz)

## Levnadssätt
Andinsk trädklättrare är en rätt liten och slank trädklättrare som hittas i Andernas subtropiska zon. Den är rätt vanlig i mossiga molnskogar och ses då ofta delta i kringvandrande artblandade flockar. Liksom andra trädklättrare födosöker den genom att klättra uppför trädstammar och utmed större grenar, likt en hackspett.

## Status och hot
Arten har ett stort utbredningsområde, men tros minska i antal, dock inte tillräckligt kraftigt för att den ska betraktas som hotad. Internationella naturvårdsunionen IUCN listar arten som livskraftig (LC).